# Coppa J.League 1994
La J.League Cup 1994 o Coppa Yamazaki Nabisco 1994, la Coppa di Lega nipponica di calcio, venne vinta per la terza volta consecutiva dai Verdy Kawasaki.
A questa competizione hanno preso parte tutte le 14 squadre di J.League 1 e due squadre di J.League 2.

## Formula
Alla manifestazione parteciparono 16 squadre che si sfidarono in gare di sola andata a eliminazione diretta.

## Risultati

### Primo turno
|                  | Risultato |                     |
| ---------------- | --------- | ------------------- |
| Nagoya Grampus   | 1-3       | JEF United          |
| Gamba Osaka      | 2-1       | Sanfrecce Hiroshima |
| Kashima Antlers  | 1-2       | Urawa Reds          |
| Kashiwa Reysol   | 1-2       | Yokohama Marinos    |
| Yokohama Flügels | 1-0       | Cerezo Osaka        |
| Júbilo Iwata     | 2-1       | Shonan Bellmare     |

### Secondo turno
|                  | Risultato |                  |
| ---------------- | --------- | ---------------- |
| Shimizu S-Pulse  | 1-3       | Yokohama Marinos |
| Verdy Kawasaki   | 1-0       | JEF United       |
| Gamba Osaka      | 3-0       | Urawa Reds       |
| Yokohama Flügels | 0-2       | Júbilo Iwata     |

### Semifinali
|                  | Risultato |              |
| ---------------- | --------- | ------------ |
| Verdy Kawasaki   | 7-1       | Gamba Osaka  |
| Yokohama Marinos | 0-1       | Júbilo Iwata |

### Finale
| Kobe 6 agosto 1994 | Verdy Kawasaki | 2 – 0 | Júbilo Iwata | Kobe Universiade Memorial Stadium (37,475 spett.) |

## Premi
- MVP: Bismarck -  Verdy Kawasaki